# San Pedro Yutniotic
San Pedro Yutniotic es una localidad del estado mexicano de Chiapas. Es parte del municipio de Las Margaritas.

## Toponimia
El nombre «San Pedro» hace referencia al santo patrono de la localidad: Pedro Apóstol.

## Demografía
| Gráfica de evolución demográfica |
|                                  |

| Censo | Población |
| ----- | --------- |
| 1970  | 204       |
| 1980  | 449       |
| 1990  | 593       |
| 2000  | 843       |
| 2010  | 996       |
| 2020  | 1 092     |